# Chu Dị (nhà Lương)
Chu Dị (chữ Hán: 朱异, 483 – 549) là quan viên nhà Lương thời Nam bắc triều trong lịch sử Trung Quốc.

## Thân thế
Dị tự Ngạn Hòa, người Tiền Đường, Ngô Quận . Ông nội là Chu Chiêu Chi, nhờ học vấn mà nổi danh ở quê nhà. Cha là Chu Tốn Chi  tự Xử Lâm, có chí hướng và tiết tháo. Khi Tốn Chi còn bé, Cố Hoan gặp anh ta thì lấy làm lạ, bèn gả con gái cho Tốn Chi, sanh ra Dị.
Tốn Chi cùng em trai là Khiêm Chi tự Xử Quang, đều nhờ nghĩa liệt mà nổi danh. Mẹ của Khiêm Chi mất khi anh ta mới được vài tuổi; Chu Chiêu Chi chôn tạm vợ ở bên ruộng, bị người họ hàng là Chu Ấu Phương đốt đi. Chị gái cùng mẹ bí mật đem chuyện ấy kể cho Khiêm Chi; anh ta dẫu nhỏ tuổi mà tỏ ra thương xót như đang chịu tang, đến khi trưởng thành không chịu lấy vợ. Thời Nam Tề Vũ đế, Khiêm Chi đâm chết Chu Ấu Phương, rồi tự bước vào ngục. Huyện lệnh Thân Linh Úc tâu lên, Vũ đế khen nghĩa khí của Khiêm Chi, sợ anh ta bị báo thù, bèn lệnh cho Khiêm Chi theo Tào Hổ đi miền tây. Quả nhiên con trai của Chu Ấu Phương là Chu Dịch giết chết Khiêm Chi ở cửa Tân Dương. Sau đó Tốn Chi lại đâm chết Chu Dịch. Hữu tư tâu lên, Vũ đế nói: “Đây đều là việc nghĩa, không thể hỏi.” Rồi xá miễn tất cả. Người Ngô Hưng là Thẩm Nghĩ nghe được thì than rằng: “Em chết vì hiếu, anh tuẫn vì nghĩa. Khí tiết của bậc hiếu hữu, họp cả trong 1 nhà.” 
Tốn Chi được làm đến Giang Hạ vương Tham quân, Ngô Bình (huyện) lệnh; trước tác Biện tương luận.

## Thiếu thời
Dị được vài tuổi, được ông ngoại Cố Hoan âu yếm, nói với ông nội Chiêu Chi rằng: “Đưa nhỏ này có khí khái phi thường, sẽ lập nên môn hộ cho gia đình anh.” Nhưng Dị được hơn 10 tuổi, ưa tụ tập cờ bạc, thành ra nỗi lo lớn của xóm giềng. Đến khi trưởng thành, Dị chịu khuất mình để theo thầy học tập. Đầu đời Lương thiết lập Ngũ quán, Dị phụng Bác sĩ Minh Sơn Tân làm thầy . Vì nhà nghèo, Dị phải chép thuê để kiếm sống, viết xong còn dành lại cho mình đọc. Dị học khắp Ngũ kinh, hiểu rõ Lễ, Dịch, làu thông văn sử, kiêm sành tạp nghệ, các món cờ bạc tính toán (bác – dịch – thư – toán) đều là sở trường.
Dị được 20 tuổi, đến kinh đô, được Thượng thư lệnh Thẩm Ước đích thân khảo hạch, nhân đó đùa rằng: “Anh còn nhỏ, sao lại không liêm?” Dị ngẩn ngơ tỏ ra không hiểu, Ước bèn giải thích rằng: “Thiên hạ chỉ có văn nghĩa, kỳ thư , anh một lúc đều đem đến, có thể nói là không liêm vậy.” Năm ấy, Dị dâng thư nói Kiến Khang nên đặt Ngục tư, chọn Đình úy; hoàng đế giáng sắc cho Thượng thư bàn bạc, rồi nghe theo.

## Thăng tiến
Theo lối cũ, người ta lên 25 tuổi mới được nhận quan chức. Bấy giờ Dị mới 21 tuổi, được hoàng đế đặc cách giáng sắc, cất nhắc làm Dương Châu Nghị tào tòng sự sử. Ít lâu sau triều đình giáng chiếu cầu kẻ sĩ có dị năng, Bác sĩ Minh Sơn Tân dâng biểu tiến cử Dị, nên ông được Lương Vũ đế triệu kiến. Vũ đế sai Dị giải nghĩa Hiếu kinh, Chu Dịch, nghe xong thì rất hài lòng, nói với tả hữu rằng: “Chu Dị thật dị.” Sau đó đế gặp Minh Sơn Tân, khen ông ta tiến cử đúng người; rồi triệu Dị làm Trực Tây tỉnh, ít lâu sau cho kiêm chức Thái học bác sĩ. Năm ấy Vũ đế tự giảng Hiếu kinh, sai Dị làm Chấp độc. Tiếp đó Dị được thăng làm Thượng thư Nghi tào lang, vào cung làm Kiêm Trung thư thông sự xá nhân, dần thăng đến Hồng lư khanh, Thái tử hữu vệ soái, ít lâu được gia chức Viên ngoại thường thị.
Năm Phổ Thông thứ 5 (524), triều đình cử đại quân bắc phạt, Từ Châu thứ sử Nguyên Pháp Tăng của Bắc Ngụy sai sứ xin dâng đất nội thuộc, triều đình giáng chiếu cho hữu tư bàn bạc hư thực. Dị cho rằng quân nhà Lương liên tiếp thắng lợi, chiếm dần đất đai Từ Châu, tất cả quy tội cho Nguyên Pháp Tăng, khiến ông ta sợ vạ sắp đến, buộc phải đầu hàng. Lương Vũ đế sai Dị trả lời Nguyên Pháp Tăng, còn sắc cho quân đội tiếp ứng, chịu sự tiết độ của ông. Dị đến nơi, Nguyên Pháp Tăng tuân theo mệnh lệnh của triều đình, như lời của ông. 
Năm Trung Đại Thông đầu tiên (529), Dị được thăng làm Tán kỵ thường thị. Dị có dung mạo khôi ngô, tính cách tự tin , dẫu xuất thân là chư sanh, nhưng rất quen thuộc với quốc quân đại sự. Sau khi Chu Xá mất, Dị thay ông ta nắm cơ mật: thay đổi quan viên của phương trấn, tổ chức sự kiện ở triều đình, phát ra các loại công văn chiếu – cáo – sắc, đều được nắm giữ.  Biểu – sớ của địa phương, văn thư của triều đình, đủ các vấn đề, được chất đầy trước bàn; Dị miệng nói tay viết, đọc rồi quyết định, xử lý rất nhanh, không hề dừng bút, chỉ trong chốc lát thì mọi việc đều xong.
Năm Đại Đồng thứ 4 (538), Dị được thăng làm Hữu vệ tướng quân. Năm thứ 6 (540), Dị khải xin tổ chức trình bày Lão Tử nghĩa của Vũ đế ở Nghi Hiền đường, được sắc đồng ý. Khi giảng giải, quan viên và đạo – tục đến nghe có hơn ngàn người, là sự kiện lớn một thời. Bấy giờ Dị ở phía tây kinh thành mở Sĩ Lâm quán để mời gọi Học sĩ, cùng Tả thừa Hạ Sâm thay nhau hằng ngày trình bày Lễ ký trung dung nghĩa của Vũ đế, được Hoàng thái tử Tiêu Cương triệu đến Huyền Phố giảng kinh Dịch. Năm thứ 8 (542), Dị được đổi gia chức Thị trung. Năm Thái Thanh đầu tiên (547), Dị được thăng làm Tả vệ tướng quân, lĩnh Bộ binh. Năm thứ 2 (548), Dị được thăng làm Trung lĩnh quân, Xá nhân như cũ.
Vũ đế mơ chiếm được Trung Nguyên, vào buổi chầu đầu năm nghe cả triều chúc thọ, rất vui vẻ, đem giấc mơ kể cho Dị, còn nói: “Ta bình sanh ít mơ, mơ ắt có thật!” Dị đáp rằng: “Đây là lúc trong nước sắp có 1 cuộc chinh phạt.” Đến nay Hầu Cảnh quy hàng, Vũ đế sắc cho quần thần bàn bạc; bọn thượng thư Tạ Cử nói rằng không nên nhận, nhưng Vũ đế muốn nhận, nên chưa quyết được. Vũ đế dậy sớm đến Vũ Đức Hợp khẩu, tự nói với mình: “Quốc gia của ta giống như cái âu vàng, không có khiếm khuyết, hòa bình như vậy, nay nhận đất này, có nên hay không? Thảng hoặc loạn lạc, thì hối không kịp.” Dị dò biết lòng dạ của Vũ đế, ứng tiếng nói rằng: “Hoàng đế cai trị, ứng với ý trời, dân đên phương bắc, ai chẳng ngưỡng mộ? Vì không có cơ hội, chẳng biểu đạt tấm lòng mà thôi. Nay Hầu Cảnh chiếm nước Ngụy quá nửa, giao nộp xin hàng, về với triều đình, há chẳng phải trời dỗ dành lòng trung của hắn, người khích lệ mưu kế của hắn! Suy lòng xét việc, cũng rất đáng khen. Nay nếu không nhận, sợ không còn cơ hội về sau. Công lao này dễ thành, xin bệ hạ đừng nghi ngờ.” Vũ đế rất nghe lời Dị, lại nhớ đến giấc mơ trước đó, bèn tiếp nhận.
Đến khi Trinh Dương hầu Tiêu Uyên Minh thua trận bị bắt, từ Đông Ngụy sai sứ trở về, kể rằng quyền thần Cao Trừng muốn hòa mục; Vũ đế sắc cho hữu tư bàn bạc, Dị cho rằng hòa là việc nên làm, đế nghe theo. Tháng 6 ÂL năm ấy, nhà Lương sai Kiến Khang lệnh Tạ Đĩnh, Thông trực lang Từ Lăng đi sứ phương bắc để thông hảo. Bấy giờ Hầu Cảnh trấn thủ Thọ Xuân, nhiều lần khải xin cắt đứt hòa ước, đề nghị đuổi theo gọi sứ giả trở về. Hầu Cảnh còn gửi 200 lạng vàng kèm với thư cho Dị, lời lẽ thiết tha. Dị nhận vàng của Hầu Cảnh, chỉ đem sắc – chỉ của hoàng đế thông báo với ông ta, chứ không dừng việc đi sứ. Tháng 8 ÂL, Hầu Cảnh mượn danh nghĩa thảo phạt Dị và Lục Nghiệm để dấy binh nổi loạn. Trước đó Dị mộ được 3000 binh, nay phản quân đến, bèn lấy họ giữ cửa Tư Mã.

## Cái chết
Phản quân đến cầu ván (bản kiều), sai tiền nhiệm Thọ Châu tư mã Từ Tư Ngọc đi trước cầu kiến hoàng đế. Vũ đế triệu vào hỏi, Từ Tư Ngọc dối rằng đã phản lại bọn giặc, muốn được nói chuyện riêng với hoàng đế. Vũ đế sắp xua tả hữu đi, xá nhân Cao Thiện Bảo nói: “Tư Ngọc từ chỗ bọn giặc đến đây, thật giả khó dò, sao có thể để hắn một mình ở trên điện!?” Bấy giờ Dị đang ngồi hầu, bèn nói: “Từ Tư Ngọc há có thể làm thích khách sao? Nói cái quái gì vậy!?” Cao Thiện Bảo nói: “Tư Ngọc đã đem Lâm Hạ nhập bắc, há dễ dàng tin được?”  Chưa dứt lời thì Từ Tư Ngọc đã bỏ trốn ra ngoài, Dị rất xấu hổ.
Hầu Cảnh đến dưới thành, bắn thư vào để khải rằng: “Bọn Chu Dị miệt – lộng triều quyền, khinh tác úy phúc, thần bị sàm thần hãm hại, muốn giết chết bọn chúng. Bệ hạ trị tội bọn Dị, thần sẽ giật dây cương quay về phương bắc.” Vũ đế hỏi Hoàng thái tử Tiêu Cương: “Có đúng không?” Thái tử đáp: “Đúng!” Vũ đế triệu Hữu tư đi bắt Dị, Thái tử nói: “Giặc riêng lấy bọn Dị làm danh nghĩa, hôm nay giết Dị, không cứu được nguy, chỉ để lại tiếng cười cho đời sau. Đợi việc được giải quyết, giết hắn chưa muộn.” Vũ đế mới thôi.
Ban đầu Hầu Cảnh mưu phản, Hợp Châu thứ sử Bà Dương vương Tiêu Phạm, Ti Châu thứ sử Dương Nha Nhân đều nhiều lần khải trình, nhưng Dị cho rằng Cảnh đơn độc ở nhờ, ắt không dám làm vậy, bèn nói với sứ giả: “Bà Dương vương không cho phép quốc gia có một người khách!” rồi giữ tờ khải mà không tâu lên, nên triều đình không hề phòng bị. Dị đang được sủng hạnh, trong triều chẳng ai dám liếc mắt, đến Hoàng thái tử Tiêu Cương cũng không thể khuất phục ông. Nay giặc đến, quan tướng trong thành đều oán trách. Thái tử làm bài thơ tứ ngôn Mẫn Loạn (湣乱, tạm dịch: Thương xót loạn lạc): “Mẫn bỉ phản điền, ta tư phân vụ. Mưu chi bất tang, khiên ngã vương độ.” (tạm dịch: Thương ruộng bên kia, rơi vào chiến loạn. Lo không thu hoạch, khiến ta phạm pháp), rồi làm Vi thành phú (围城赋, phú Vây thành), có mấy câu cuối như sau: “Bỉ cao quan cập hậu lý, tịnh đỉnh thực nhi thừa phì. Thăng tử tiêu chi đan địa, bài ngọc điện chi kim phi. Trần mưu mô chi khải ốc, tuyên chánh hình chi phúc uy. Tứ giao dĩ chi đa lũy, vạn bang dĩ chi vị tuy. Vấn sài lang kì hà giả? Phóng hủy dịch chi vi thùy?” (tạm dịch: Kìa quan to cùng giày cao, đều ăn ngon rồi đi xe. Lên hoàng cung đến triều đình, sắp điện ngọc đến cửa vàng, bày mưu mô đến khuyên can, tuyên hình phạt đến oai phúc, bốn giao bởi hắn nhiều lũy, muôn nước bởi hắn chẳng lui. Hỏi sài lang ở chỗ nào? Thả rắn rít đến vì ai?”) đều là lời chỉ trích Dị. Dị theo Vũ đế lên Nam lâu quan sát phản quân; đế hỏi: “Tứ giao đa lũy, là tội ai đây?” Dị tuôn mồ hôi đầm đìa, không trả lời được.
Vì thế Dị vừa thẹn vừa phẫn mà chết, hưởng thọ 67 tuổi; được tặng chức Thị trung, Thượng thư hữu bộc xạ, ban bí khí 1 bộ, chu cấp chi phí tang lễ. Theo lối xưa, chức Thượng thư không được dùng để truy tặng. Đến nay Dị mất, Vũ đế thương tiếc, bàn việc truy tặng, tả hữu của đế vốn thân thiết với ông, nên nói tốt cho ông. Vũ đế lấy làm phải, mới đặc cách truy tặng như vậy.

## Tính cách
Dị giỏi lắm trò, trong cờ vây được xếp vào nhóm tay chơi thượng phẩm. Từ khi Dị được làm Thị trung, trở nên tham ăn của đút, lừa dối mọi người, quen thói dò xét ý vua, không chịu tiến hiền truất ác. Các nơi biếu xén, Dị chưa từng từ chối, nên xa gần chẳng ai không căm ghét. Dị xây nhà ở Đông Pha, vô cùng đẹp đẽ, cuối ngày kéo đến, say sưa ở đấy. Gần đến hoàng hôn, Dị lo cửa thành sắp đóng, bèn dẫn cận vệ từ nhà đến thành, sai chúng giữ cửa không cho khóa lại. Quyền thế của Dị ngày một lớn, lấn át trong ngoài triều đình, tài sản sánh ngang với Dương Khản. Dị thích ăn uống, lấy việc thưởng thức hình sắc hương vị làm vui, các món ngỗng non, lươn chín dùng không biết chán; dẫu gặp buổi chầu, trong xe cũng mang theo bánh ngọt. Dị ngạo mạn với quan viên trong triều, không kiêng dè quý thích. Có người khuyên can, Dị nói: “Ta là hàn sĩ đấy, gặp thời mới được như hôm nay. Các quý tộc đều cậy xương khô (của tổ tiên) mà xem thường (người khác), ta cúi đầu trước họ, ắt bị khinh miệt quá lắm. Ta phải ra tay trước với họ!” 
Sau khi Từ Miễn, Chu Xá mất, ngoài triều dựa vào Hà Kính Dung, trong tỉnh dựa vào Dị. Hà Kính Dung chất phác thật thà, giữ kỷ cương mà làm việc, còn Dị tài hoa mẫn tiệp, mưu cầu tiếng tăm. Cả hai hành xử khác biệt nhưng đều được hoàng đế sủng hạnh. Dị ở trong tỉnh hơn 10 năm, chưa từng bị khiển trách. Tư nông khanh Phó Kỳ từng nói với Dị rằng: “Nay thánh thượng gởi gắm chánh sự cho anh, sao việc gì cũng nghe lời chỉ ý như vậy!? Đôi khi phải nói gì khác biệt chứ!” Dị nói: “Lời nói đúng thì tôi không thể can ngăn. Bây giờ thiên tử thánh minh, tôi còn có thể làm gì trái ý bề trên kia chứ!?” 
Dị nắm giữ đại quyền hơn 30 năm, giỏi dò xét nội tâm của hoàng đế, hay a dua để làm theo ý chỉ, nên đặc biệt được sủng tín. Quan chức của Dị từ Viên ngoại thường thị cho đến Thị trung, cả bốn quan vị đều được ban Nhị điêu ; từ Hữu vệ soái đến Trung lĩnh quân, cả bốn chức vụ đều đứng đầu đội ngũ nghi vệ, là chuyện chưa từng có trong lịch sử Trung Quốc.
Dị cùng các con trai từ dãy nhà ở Triều Câu đến Thanh Khê, ở đấy có đên đài – ao hồ để vui chơi, mỗi khi nhàn rỗi thì cùng khách khứa du ngoạn. Dị được khắp nơi hối lộ, nên rất giàu có, nhưng tính keo kiệt, chưa từng bố thí cho ai; thức ăn trong bếp bị hư hỏng, mỗi tháng phải bỏ đi đến mười mấy xe; các con trai dẫu có nhà riêng nhưng không được chia nhiều tài sản.

## Hậu nhân
Con trai trưởng là Chu Túc, được làm quan đến Quốc tử bác sĩ; con trai thứ là Chu Nhuận, được làm quan đến Tư đồ duyện. Cả hai đều mất trong chiến loạn.

## Tác phẩm
Dị soạn Giảng sơ của các kinh Lễ, Dịch cùng Nghi chú, Văn tập hơn trăm thiên, phần lớn thất lạc trong chiến loạn.